# Olivet, Mayenne
Olivet är en kommun i departementet Mayenne i regionen Pays de la Loire i nordvästra Frankrike. Kommunen ligger i kantonen Loiron som tillhör arrondissementet Laval. År 2022 hade Olivet 406 invånare.

## Befolkningsutveckling
Antalet invånare i kommunen Olivet
| Referens: INSEE |